# Мануель Трукко
Мануель Трукко Францані (ісп. Manuel Trucco Franzani; 18 березня 1875, Каукенес — 25 жовтня 1854, Сантьяго) — чилійський політик. Він обіймав посаду президента Чилі в період з 20 серпня 1931 по 15 листопада 1931 року. Крім того, він керував Центральним банком Чилі між 1946 та 1951 роками.